# Грејсвил (Минесота)
Грејсвил (енгл. Graceville) град је у америчкој савезној држави Минесота.

## Демографија
По попису из 2010. године број становника је 577, што је 28 (-4,6%) становника мање него 2000. године.
| Група             | 2000.       | 2010.       |
| Белци             | 601 (99,3%) | 572 (99,1%) |
| Афроамериканци    | 0 (0,0%)    | 0 (0,0%)    |
| Азијати           | 1 (0,2%)    | 1 (0,2%)    |
| Хиспаноамериканци | 1 (0,2%)    | 4 (0,7%)    |
| Укупно            | 605         | 577         |